# Александрув (Леґьоновський повіт)
Александрув (пол. Aleksandrów) — село в Польщі, у гміні Непорент Леґьоновського повіту Мазовецького воєводства.
Населення — 295 осіб (2011).
У 1975-1998 роках село належало до Варшавського воєводства.

## Демографія
Демографічна структура станом на 31 березня 2011 року:
|          | Загалом | Допрацездатний вік | Працездатний вік | Постпрацездатний вік |
| -------- | ------- | ------------------ | ---------------- | -------------------- |
| Чоловіки | 142     | 29                 | 103              | 10                   |
| Жінки    | 153     | 33                 | 92               | 28                   |
| Разом    | 295     | 62                 | 195              | 38                   |